# Комбланшьен
Комбланшье́н (фр. Comblanchien) — коммуна во Франции, находится в регионе Бургундия. Департамент коммуны — Кот-д’Ор. Входит в состав кантона Нюи-Сен-Жорж. Округ коммуны — Бон.
Код INSEE коммуны — 21186.

## Население
Население коммуны на 2010 год составляло 699 человек.
| 1962 | 1968 | 1975 | 1982 | 1990 | 1999 | 2010 |
| ---- | ---- | ---- | ---- | ---- | ---- | ---- |
| 586  | 679  | 641  | 572  | 540  | 633  | 699  |

## Экономика
В 2010 году среди 418 человек трудоспособного возраста (15—64 лет) 334 были экономически активными, 84 — неактивными (показатель активности — 79,9 %, в 1999 году было 71,7 %). Из 334 активных жителей работали 315 человек (180 мужчин и 135 женщин), безработных было 19 (9 мужчин и 10 женщин). Среди 84 неактивных 42 человека были учениками или студентами, 19 — пенсионерами, 23 были неактивными по другим причинам.